# Bengt Nilsson (lekkoatleta)
Bengt Nilsson (ur. 17 lutego 1934 w Härnösand, zm. 11 maja 2018 w gminie Solna) – szwedzki lekkoatleta, który specjalizował się w skoku wzwyż.

## Kariera
W 1954 z wynikiem 2,02 m zwyciężył w mistrzostwach Europy ustanawiając nowy rekord imprezy. Po tym sukcesie otrzymał Svenska Dagbladets guldmedalj. Cztery razy (w 1954 roku) poprawiał rekord Szwecji. Rekord życiowy: 2,11 m (19 września 1954, Göteborg).